# Farquharia
Farquharia é um género botânico pertencente à família Apocynaceae.

## Espécies
- Farquharia elliptica